# Zinza (peuple)
Pour les articles homonymes, voir Zinza.
Les Zinza sont un peuple bantou d'Afrique australe, surtout présent en Tanzanie.

## Ethnonymie
Selon les sources on observe plusieurs variantes : Bajinja, Bazinza, Dzindza, Jinja, Sindja, Wassindja, Zinka, Zinzas.

## Langue
Leur langue est le zinza, une langue bantoue dont le nombre de locuteurs était estimé à 138 000 en 1987.